# هوبشورن
هوبشورن (به لاتین: Hübschhorn) یک کوه در سوئیس است که در کانتون وله واقع شده‌است. هوبشورن ۳٬۱۹۲ متر بالاتر از سطح دریا واقع شده‌است.